# Лисков, Барбара
Барбара Лисков (англ. Barbara Liskov, урождённая Барбара Джейн Губерман — англ. Barbara Jane Huberman; род. 7 ноября 1939, Лос-Анджелес) — американский учёный в области информатики, исследователь проблемы абстракции данных, руководитель группы разработки языка программирования Клу, лауреат премии Тьюринга 2008 года.
Член Национальной инженерной академии США (1988), Национальной академии наук США (2012).

## Биография
Родилась в Калифорнии, где поселились её бабушка и дедушка по отцовской линии — евреи-эмигранты из Российской империи Лев Губерман и Роза Марголис. Получила степень бакалавра по математике в Калифорнийском университете в Беркли в 1961 году, после чего продолжила обучение в Стэнфорде, где в 1968 году стала первой женщиной в США, получившей степень доктора по информатике с диссертацией о программной реализации игры в шахматный эндшпиль (A program to play chess endgames).
С 1972 года работает и преподаёт в Массачусетском технологическом институте.
Руководила разработкой таких языков программирования как Клу и Argus в 1970-х и 1980-х годах, а также объектно-ориентированной системы управления базами данных Thor. Вместе с Дженнет Уинг разработала в 1987 году принцип подстановки — концепцию определения подтипа. Возглавляет группу по методологии программирования в Массачусетском технологическом институте, в настоящее время уделяя особое внимание BFT-отказоустойчивости и распределенным вычислениям.
Действительный член Американской академии наук и искусств и Ассоциации вычислительной техники.
Лисков всегда поощряла студенток, оказывала им поддержку, уделяет много внимания тому, чтобы сделать информатику более дружелюбной областью, в особенности для женщин. Привлекая к работе больше женщин и младший профессорско-преподавательский состав, Лисков помогает им в построении карьеры и дальнейшем продвижении. Сегодня Массачусетский технологический институт значительно отличается от того места, где она начала свою карьеру в начале 1970-х. Тогда на факультете работала лишь небольшая группа сотрудников женского пола.
Муж — Натан Лисков (Nathan Arthur Liskov, поженились в 1970 году) и сын Мозес Лисков (Moses Liskov, 1975) — также учёные в области информатики.

## Награды
- 2004 — медаль Джона фон Неймана
- 2005 — почётный докторский титул от Швейцарской высшей технической школы Цюриха[6]
- 2008 — Премия Тьюринга «за вклад в практические и теоретические основы языков программирования и системного дизайна, в частности в области исследований устойчивости к ошибкам, абстракции данных и распределённых вычислений.»[7][8]
- 2013 — Премия Гарольда Пендера
- 2018 — Пионер компьютерной техники